# Montgaillard (Landes)
Montgaillard ist eine französische Gemeinde mit etwa 593 Einwohnern (Stand 1. Januar 2022) im Département Landes in der Region Nouvelle-Aquitaine. Sie gehört zum Arrondissement Mont-de-Marsan und zum Kanton Chalosse Tursan. Die Bewohner nennen sich Montgaillardais oder Montgaillardaises.
Nachbargemeinden sind Saint-Sever im Nordwesten, Saint-Maurice-sur-Adour im Norden, Larrivière-Saint-Savin im Osten, Fargues im Süden und Montsoué im Südwesten.

## Bevölkerungsentwicklung
| Jahr      | 1962 | 1968 | 1975 | 1982 | 1990 | 1999 | 2008 | 2017 |
| --------- | ---- | ---- | ---- | ---- | ---- | ---- | ---- | ---- |
| Einwohner | 498  | 508  | 443  | 462  | 464  | 484  | 566  | 631  |

## Sehenswürdigkeiten

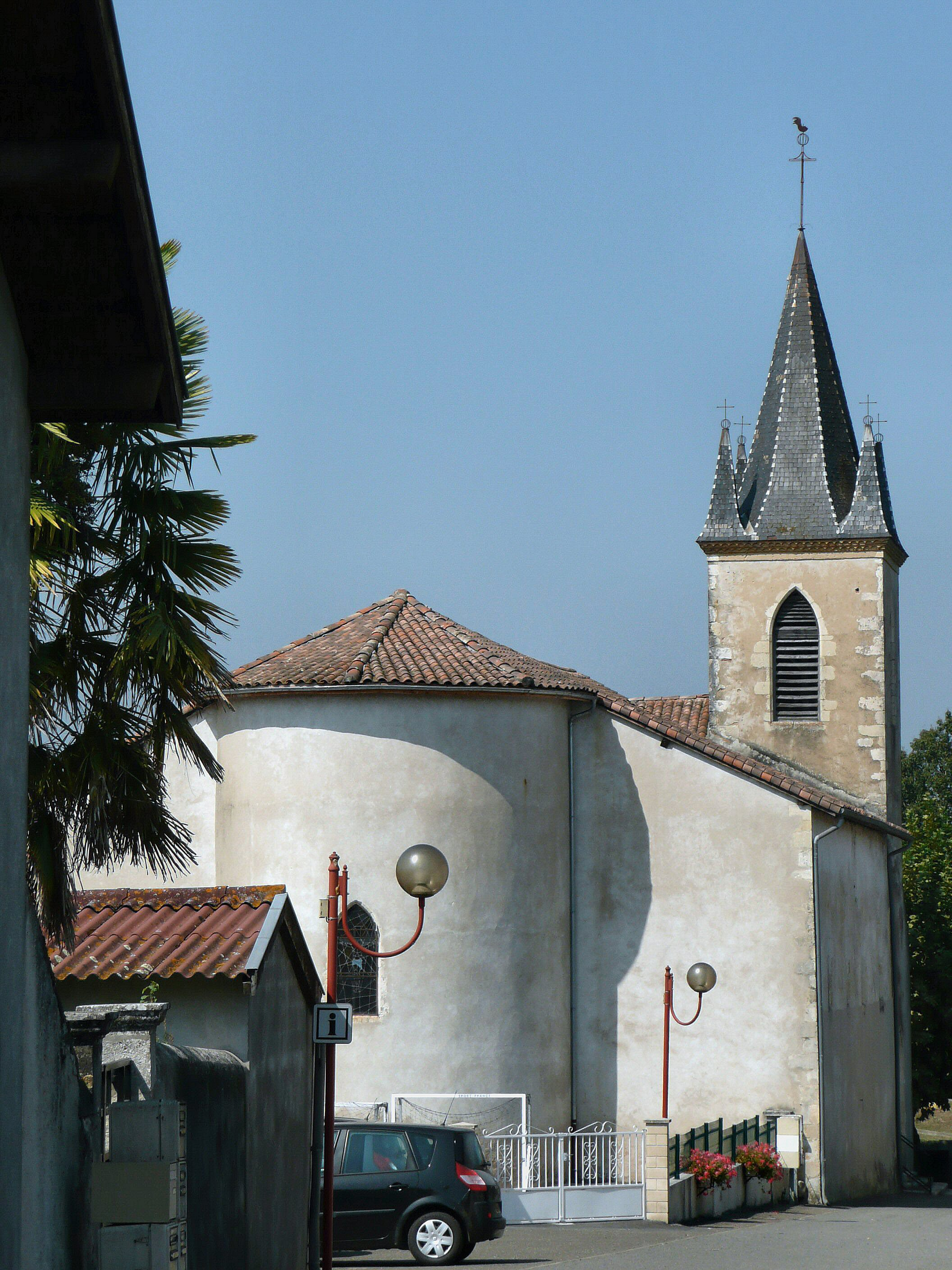
Kirche Saint-Gilles

- Kirche Saint-Gilles